# Ларссон, Сэм
Сэм Ларссон (швед. Sam Larsson; 10 апреля 1993, Гётеборг, Швеция) — шведский футболист, нападающий турецкого клуба «Антальяспор». Выступал за сборную Швеции.

## Клубная карьера
Ларссон воспитанник футбольной академии клуба «Гётеборг» из своего родного города. 21 октября 2012 года в матче против АИК он дебютировал в Аллсвенскан лиге. 31 марта 2013 года в поединке против «Хеккена» Сэм забил свой первый гол за клуб. В том же году он помог клубу выиграть Кубок Швеции.
В августе 2014 года перешёл в нидерландский «Херенвен», Ларссон подписав с клубом четырёхлетний контракт. 23 августа в матче против «Эксельсиора» он дебютировал в Эредивизи. В этом же поединке Сэм забил свой первый гол за новую команду.
В августе 2017 года перешёл в «Фейеноорд».

## Международная карьера
В 2015 году в составе молодёжной сборной Швеции Сэм выиграл молодёжный чемпионат Европы в Чехии. На турнире он сыграл в матчах против сборных Дании, Италии и Англии.

## Достижения
Командные
 «Гётеборг»
- Обладатель Кубка Швеции — 2012/2013

Международные
 Швеция (до 21)
- Молодёжный чемпионат Европы — 2015